# Морське Око (Словаччина)
Морське Око (словац. Morské oko) — озеро природного походження на території Словаччини, розташоване на сході країни.
Утворилося в результаті зсуву гірських порід. Тягнеться приблизно на 775 метрів в довжину. Його найбільша ширина 300 метрів. Площа становить 0,13 км², з максимальною глибиною близько 25 м.
З 1984 року є частиною національного парку. В озері водиться форель.

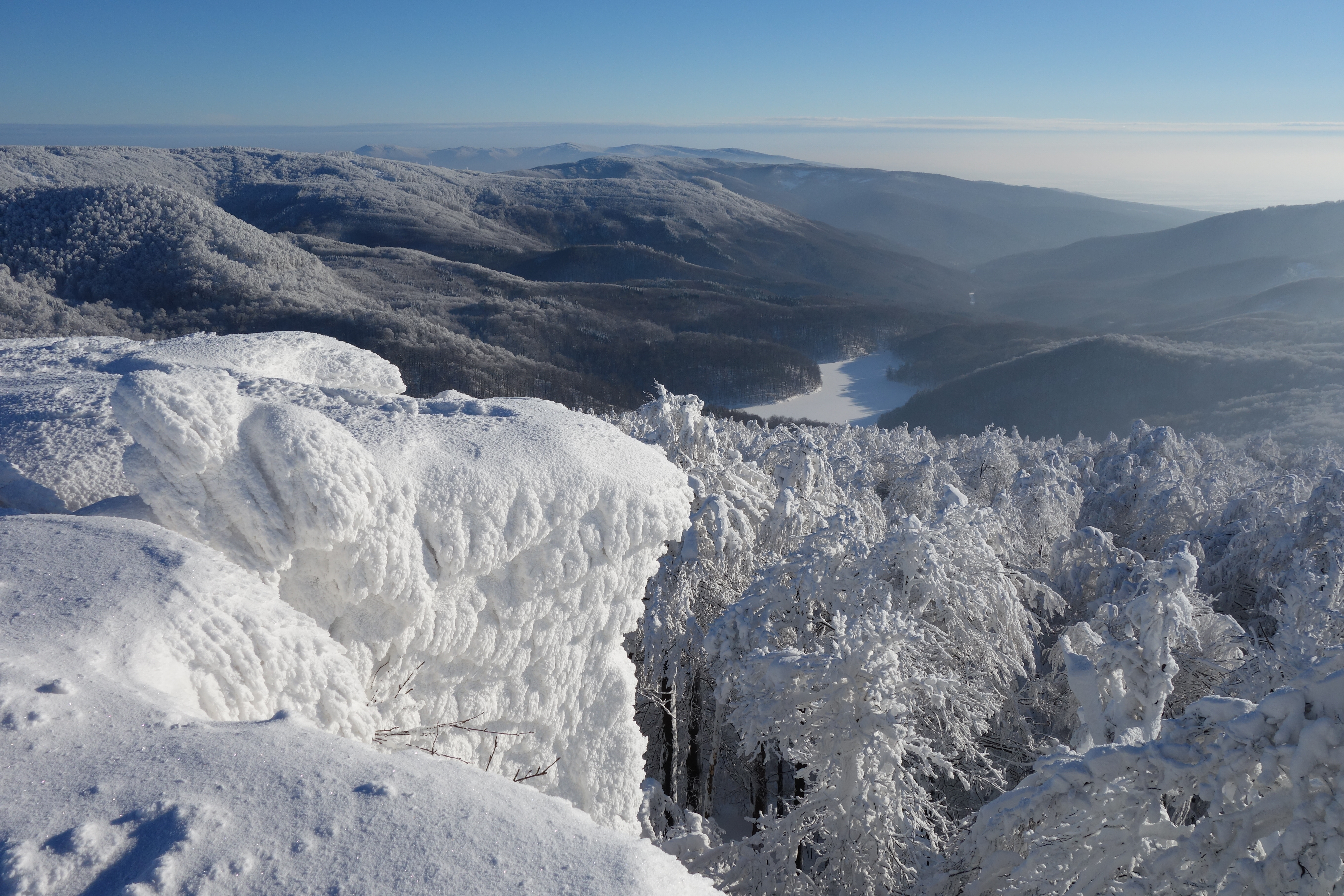
Вигляд з Малого снінського каменя на Морське око

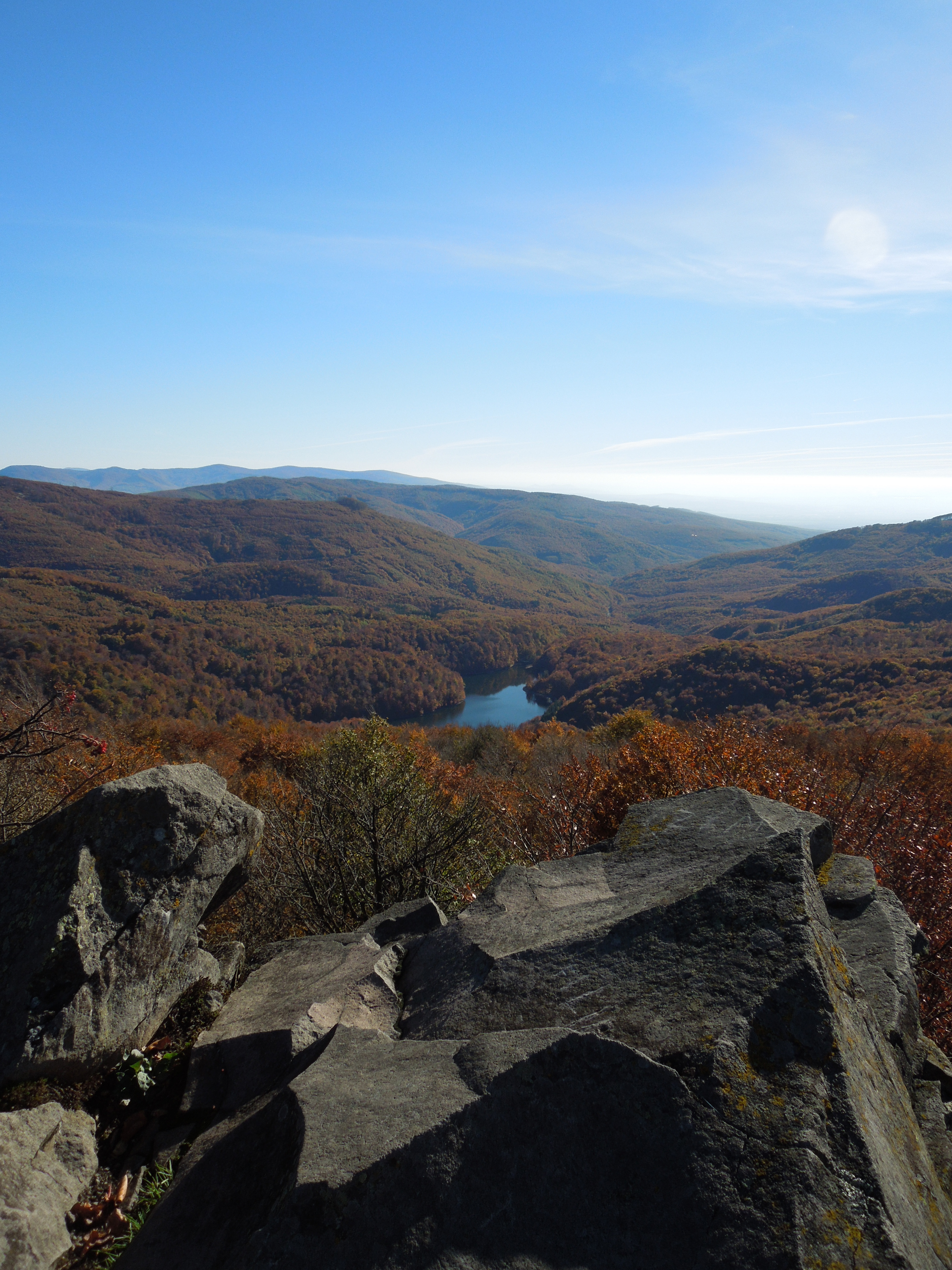
Вигляд з Малого снінського каменя на Морське око